# Brigid Tierney
Pour les articles homonymes, voir Tierney.
Brigid Tierney est une actrice canadienne née à Montréal (Canada).

## Filmographie
- 1992 : A Cry in the Night (TV) : Tina
- 1994 : The Paper Boy : Cammie Thorpe
- 1996 : Terre d'espoir
- 1996 : Les Voyageurs de l'arc-en-ciel (Rainbow) : Farm Girl
- 1997 : Princesse Sissi (série TV) (voix)
- 1997 : Whiskers (TV) : Melanie
- 1997 : Affliction : Jill
- 1998 : Les Chroniques de San Francisco II ("More Tales of the City") (feuilleton TV) : Douchebag (Heidi)
- 1998 : Meurtrière par amour (The Girl Next Door) (TV) : Alissa Mitchell
- 1997 : Caillou (série TV) : Rosie; Clementine (voix)
- 2002 : Two Summers
- 2003 : Le Salut (Levity) : une cliente du club
- 2003 : Twist de Jacob Tierney : Betsy
- 2003 : Vive les fêtes ! Un film avec Caillou (en) (vidéo) : Clementine (voix)

## Récompenses et nominations

### Récompenses
- Meilleure second rôle pour jeune actrice (Best Performance in a Feature Film - Supporting Young Actress)en 1999 aux Young Artist Awards pour Affliction (1997)